# Rakel Helmsdal
Rakel Helmsdal (Tårnby, 25 de setembro de 1966) é uma escritora das Ilhas Faroe. Sua mãe é a poeta faroense Guðrið Helmsdal. Rakel nasceu em Tårnby, Amager, na Dinamarca, mas viveu em Tórshavn, nas Ilhas Faroe, durante a maior parte de sua vida. Ela viveu cinco anos na França, onde escreveu quatro de seus livros. Ela ensinou escrita criativa e drama, e também esteve envolvida no teatro juvenil.
Juntamente com Áslaug Jónsdóttir da Islândia e Kalle Güettler da Suécia, ela escreveu uma série de livros sobre o pequeno e o grande "skrímsl" (criaturas de fantasia semelhantes aos trolls). O primeiro livro, Tey kalla meg bara Hugo, foi traduzido para o norueguês. Os livros da série foram publicados nas Ilhas Faroe, Islândia, Suécia, França, Finlândia, Espanha e Noruega.
Helmsdal foi presidente da associação de escritores Faroeses Rithøvundafelag Føroya de 2009 a 2011.
Helmsdal criou seu próprio teatro de marionetes, que ela chama de Karavella Marionett-Theatre.

### Livros
- 1995 - Tey kalla meg bara Hugo (2. edição: 2003)
- 1996 - Søgur úr Port Janua (contos)
- 1997 - Hvørjum flenna likkurnar em, Hugo?
- 1998 - Drekar og annað valafólk, ilustrado por Edward Fuglø
- 2003 - Kom yvirum, Hugo!
- 2004 - Nei! segði lítla skrímsl, escrito em conjunto com o islandês Áslaug Jónsdóttir e a sueca Kalle Güettler
- 2006 - Stór skrímsl gráta ikki, escrito em conjunto com o islandês Áslaug Jónsdóttir e a sueca Kalle Güettler
- 2007 - Gott hugflog Hugo
- 2007 - Myrkaskrímsl, escrito em conjunto com o islandês Áslaug Jónsdóttir e o sueco Kalle Güettler
- 2008 - Skrímslasótt, escrito em conjunto com o islandês Áslaug Jónsdóttir e o sueco Kalle Güettler
- 2008 - Várferðin til Brúnna, De Mosakulla 1, ilustrado por Edward Fuglø
- 2009 - Veturin hjá Undu . De Mosakullan 2, ilustrado por Edward Fuglø
- 2010 - Skrímslavitjan, escrito em conjunto com o islandês Áslaug Jónsdóttir e o sueco Kalle Güettler
- 2011 - Skrímslahæddir, escrito em conjunto com o islandês Áslaug Jónsdóttir e o sueco Kalle Güettler
- 2011 - Veiða vind, obra musical, livro e CD. Rakel Helmsdal escreveu o texto, Kári Bech compôs a música tónleikin e Janus á Húsagarði fez os desenhos. O trabalho musical foi realizado em Norðurlandahúsið (The Nordic House em Tórshavn) para 3500 crianças que vieram de aldeias de todas as partes das ilhas.[3]
- 2011 - Revitin við silkiturriklæðinum
- 2013 - Klandursskrímsl, escrito em conjunto com Áslaug Jónsdóttir e Kalle Güettler
- 2014 - Hon, sum róði eftir ælaboganum, ISBN   978-99972-0-063-1[4]
- 2014 - Skrímslakiskan, escrito em conjunto com Áslaug Jónsdóttir e Kalle Güettler
- 2017 - Neyðars skrímsl, escrito em conjunto com Áslaug Jónsdóttir e Kalle Güettler

### Histórias curtas
- 1989 - Firvaldaseljarin (publicado na revista de literatura feroesa Brá)
- 1989 - Dýpið (Publicado em Brá, mais tarde traduzido para o norueguês em Fysta ferda bort, Samlaget, 1993)
- 1992 - Ferðandi í tıð og rúmd (ferðahugleiðing (Varðin, 52)) [5]
- 1993 - Delirium symphonica (poema em Brá)
- 1995 - Glámlýsi og mánalátur (publicado em Birting 1995 e no livro Søgur ú Port Janua, Bókadeild Føroya Lærarafelags, 1996)
- 1995 - Argantael (publicado em Ein varligur dráttur í tara, MFS, 1995)
- 1993 - Køksgluggin (publicado em Barnablaði em novembro e dezembro de 1993, ilustrado por Edward Fuglø, também publicado em Drekar og annaðválafólk, Bókadeild Føroya Lærarafelags, 1998)
- 1995 - Apríl (Publicado em Søgur ú Port Portua, Bókadeild Føroya Lærarafelags, 1995, também publicado em Heiðin hind, Skúlabókagrunnurin, 1999)
- 1996 - Skerdu vit veingir tínar, Ikaros? (Publicado em Søgur úr Port Janua / Histórias de Port Janua)
- 2001 - Angi av ribes (publicado no conto de antologia Mjørki í heilum, Bókadeild Føroya Lærarafelags, 2001)
- 2002 - Huldumjørkin (Vit lesa. Kom við (Skúlabókagrunnurin) 2002)
- 2005 - Alioth ("Mín jólabók 2005", Bókadeild Føroya Lærarafelags)
- 2006 - Fimm mans til kvartett Eina (Svartideyði og Adrar spøkilsissøgur / A morte preto e outras histórias de fantasmas (Bókadeild Føroya Lærarafelags) 2006)
- 2007 - Kvirra nátt ("Minho jolgado em 2007", Bókadeild Føroya Lærarafelags)
- 2008 - Ov nógv av tí góða - og eitt sindur afturat (publicado em "Mín jólabók 2008", Bókadeild Føroya Lærarafelags)
- 2009 - Ongin inni (publicado em "Mín jólabók 2009", Bókadeild Føroya Lærarafelags)
- 2010 - Spitølsk conto infantil, publicado em Elskar - elskar ikki, que é uma coletânea de histórias de autores nórdicos.
- 2013 - Ljósareyðir UFO'ar (publicado em "Mín jólabók 2013", Bókadeild Føroya Lærarafelags)
- 2014 - Suð av ymsum ættum (publicado em "Mín jólabók 2014", Bókadeild Føroya Lærarafelags)
- 2015 - Akkurát sum Klikk-Karl (publicado em "Mín jólabók 2015", Bókadeild Føroya Lærarafelags)
- 2016 - Út í vindin (publicado em "Mín jólabók 2016", Bókadeild Føroya Lærarafelags)
- 2017 - Tú ert púra svøk! (publicado em "Mín jólabók 2017", Bókadeild Føroya Lærarafelags)

### Tocam
- 1988 - Nær kemur kavin?
- 1989 - Ævinliga árið
- 1999 - Brúsajøkul
- 1996 - Kvarnareygað Purpurreyða
- 1997 - 5 violettir flugusoppar
- 1998 - Tá mare setur of solin rísur
- 1999 - Vitavørðurin
- 2000 - Sildrekin
- 2002 - Gomul skuld[6]
- 2011 - Revitin við silkiturriklæðinum
- 2012 - Skrímslini
- 2013 - Veiða vind
- 2016 - Dansa so væl e leingi
- 2017 - Skrímslalív

## Reconhecimento
- 1996 - Barnabókaheiðursløn Tórshavnar Býráðs (prêmio Feroês) para o livro infantil Tey kalla meg bara Hugo.[7]
- 2004 - Dimmalim (prêmio islandês) para Nei! segði lítla skrímsl, que foi escrito em conjunto com o islandês Áslaug Jónsdóttir e o sueco Kalle Güettler[8]
- 2007 - Barnabókaverðlaun Menntaráðs Reykjavíkur (prémio islandês) para o Stór skrímsl gráta ikki, que foi escrito em conjunto com o islandês Áslaug Jónsdóttir e o sueco Kalle Güettler[9]
- 2008 - Ganhou um prêmio em uma competição de contos, as histórias devem ser para a juventude das Ilhas Faroe[10][11]
- 2009 - Várferðin til Brúnna - indicado ao Prémio de Literatura Infantil e Juvenil do West Nordic Council .[12]
- 2011 - Skrímslahæddir nomeado para o Fjörðuverðlaun (prémio islandês).[13]
- 2013 - Veiða vind nomeado para o Prêmio do Livro Nórdico para Crianças (chamado Nordisk Skolebibliotekarforenings Børnebogspris ou Nordisk Børnebogspris em dinamarquês e norueguês).[14]
- 2013 - Prêmio Cultural das Crianças da Câmara Municipal de Tórshavn (prêmio cultural das Ilhas Faroe para literatura infantil e outras realizações culturais), ela ganhou o prêmio por Veiða vind e pelos livros sobre os Skrímsl (os Monstros) e as peças feitas com esses livros
- 2013 - Indicado para o Prêmio de Literatura para Crianças e Jovens do Conselho Nórdico, juntamente com Áslaug Jónsdóttir e Kalle Güettler para o livro Klandursskrímsl[15]
- 2016 - Nomeada para o Prêmio Literatura Infantil e Juvenil do Conselho do Oeste Nórdico, por seu livro Hon, sum róði eftir ælaboganum .[16]
- 2016 - Recebeu o Prêmio de Literatura Infantil e Juvenil do Conselho Nórdico Ocidental por seu livro Hon, sum róði eftir ælaboganum .[17]
- 2017 - Nomeado para o Prêmio de Literatura para Crianças e Jovens do Conselho Nórdico pelo livro Hon, sum róði eftir ælaboganum